# Термінатор: Фатум
«Термінатор: Фатум» (англ. Terminator: Dark Fate) — американський фантастичний бойовик 2019 року, знятий для Paramount Pictures і Skydance Media режисером Тімом Міллером за сценарієм Біллі Рея. Це шостий фільм франшизи «Термінатор» і сиквел картин «Термінатор» і «Термінатор 2: Судний день», сюжетною лінією не пов'язаний з іншими фільмами франшизи та телесеріалом «Термінатор: Хроніки Сари Коннор».
До фільму залучено таких зірок кіно, як Арнольд Шварценеггер, Лінда Гамільтон, Дієго Бонета, Наталія Реєс, Габріель Луна і Маккензі Девіс. Картина вийшла на екрани 1 листопада 2019 року.

## Сюжет
Сара Коннор, перебуваючи в психіатричній лікарні, запевняє лікаря, що її сни про майбутню ядерну війну правдиві. Вона каже, що майбутнє не змінити, в 1997 році настане катастрофа. Та детальний опис апокаліпсису не переконує лікаря в її адекватності. За якийсь час, у 1998 році, після того як її сина Джона, майбутнього лідера, що приведе людей до перемоги над машинами, вдалося врятувати, Сара з Джоном відпочивають у Гватемалі. Сара подумки пишається тим, що врятувала людство. Проте з'являється інший термінатор T-800 і застрелює Джона.
Через 22 роки, у 2020, в район Мехіко переноситься з майбутнього солдат Опору Ґрейс. Попри падіння з висоти, вона виживає та відбивається від прибулої поліції. Ґрейс відбирає в місцевої пари, що намагалася їй допомогти, одяг та авто. Згодом у Мехіко переноситься робот-термінатор Rev-9, що маскується під місцевого жителя та йде розшукувати якусь Дені Рамос. Термінатор знаходить її батька, вбиває та набуває його вигляду.
Хлопець Дієго, що працює на автомобільному заводі, дізнається, що його буде звільнено та замінено роботом. Його сестра Дені Рамос свариться з менеджером, коли на завод різними шляхами проникають Rev-9 і Ґрейс. Термінатор мало не застрелює Дені, та йому на заваді стає Ґрейс, яка стріляє першою та зупиняє його кувалдою. Дієго причавлює робота вантажем і разом з Дені та Ґрейс тікає на вантажівці. Rev-9 швидко відновлюється та кидається навздогін на самоскиді. Дорогою Ґрейс пояснює, що вона людина, але «доповнена». Побачивши в кузові арматуру, вона кидає її в термінатора, та робота це не зупиняє. Rev-9 розділяється на автономні частини — твердий ендоскелет і мінливу мімікрійну масу. Робот спричиняє аварію, в ході якої Дієго гине. Rev-9 наближається, та його пострілом з гранатомета збиває несподівано прибула Сара Коннор. Дені й поранена Ґрейс відриваються від переслідування на машині Сари. Посилене кібернетичними доповненнями тіло Ґрейс вимагає ліків, їй стає зле. Ґрейс вривається до аптеки, де падає без тями. Невдовзі їх знаходить Сара й допитується хто вони такі.
Втікачі зупиняються в мотелі, де Сара лікує Ґрейс, але впевнена, що Ґрейс — ворог. Отямившись, та розповідає, що вона — боєць із 2042 року. Ґрейс було важко поранено, але доповнено імплантатами та послано захистити Дені. Майбутнє змінилося, але повстання машин станеться, лише пізніше. Ґрейс не знає про «Скайнет», в її майбутньому війну на винищення людства веде штучний інтелект «Легіон». Сара розповідає, що дізналася про прибульців з майбутнього з повідомлень, які отримувала вже багато разів. Щоразу повідомлення закінчувалося словами «За Джона» і приводили до місця, куди прибував черговий термінатор. Ґрейс відстежує джерело повідомлень у Техасі. Його координати збігаються з татуюванням на тілі Ґрейс. Це місце, як з'ясовується, Ґрейс радив відшукати її командир, коли вона прибуде в минуле. Дорогою Ґрейс розповідає про майбутнє і Сара припускає, що тепер Дені повинна народити рятівника людства замість неї.
Група перетинає кордон за допомоги знайомого Дені. Rev-9 проникає на базу безпілотників, зламує один і відстежує через нього втікачів. Коли прикордонники зупиняють їх, Rev-9 намагається скинути на Дені безпілотник, але Ґрейс рятує дівчину. Дені опиняється за ґратами разом з іншими нелегальними мігрантами, а Ґрейс оглядають лікарі. Rev-9, видавши себе за прикордонника, шукає Дені. Ґрейс вдається втекти та випустити мігрантів, Rev-9, прориваючись крізь натовп, шматує охоронців. Сара, Ґрейс і Дені викрадають гелікоптер, але і Rev-9 дістає собі інший та летить навздогін.
За вказаними координатами джерела сигналу втікачі виявляють термінатора T-800 Карла, який убив Джона Коннора. Виконавши своє завдання, він став жити на алгоритмі самонавчання серед людей і навіть завів родину. Робот згодом зрозумів, що означало для Сари втратити сина, та вирішив допомагати їй. Карл пояснює, що визначав координати прибуття термінаторів за часовими слідами. Сара не довіряє йому, проте слова Карла, що він сам тепер визначає свою долю, надихають її. Карл ділиться запасами зброї, Дені вчиться стріляти, але Сара зауважує, що Rev-9 можна зупинити тільки електромагнітною гранатою. Аби добути її, Сара звертається до знайомого майора.
При зустрічі для купівлі зброї на групу нападає Rev-9. Сара з Ґрейс, Дені та Карлом тікають на літаку. Rev-9 застрибує на борт з гелікоптера, проте зривається вниз. Однак, електромагнітні гранати в бою виявляються пошкоджені. Ґрейс розповідає, що Дені в майбутньому врятувала її та саме Дені очолює Опір. Rev-9 викрадає літак, яким намагається протаранити літак з Дені. Він знову застрибує на борт, але Карл пришпилює його тверду частину до фюзеляжу, а рідку Сара виштовхує. Їй та Ґрейс і Дені вдається врятуватись на парашуті та приземлитись біля дамби. Карл з Rev-9 падають неподалік у воду. Після сутички Rev-9 опиняється на дні та відстає. Ґрейс пропонує витягти джерело живлення її кібернетичної частини, щоб підірвати двері та проникнути на дамбу. Несподівано з води виходить Карл і відчиняє двері. Вцілілі готують пастку для Rev-9.
Ґрейс бореться з рідкою частиною Rev-9, а Сара й Карл з твердою. Вони закидають робота в турбіну, яка слідом вибухає. В ході бою Ґрейс зазнає важких поранень, а Карл виявляється знівеченим, однак Rev-9 вцілів. Ґрейс просить Дені вийняти та підірвати її елемент живлення, без якого вона, однак, помре. Дені розстрілює робота та, підібравшись близько, вражає його мікросхеми елементом живлення. Карл утримує робота, поки обоє не виходять з ладу.
За якийсь час Дені бачить ще малу в її часі Ґрейс. Сара радить підготуватись, щоб смерть Ґрейс не була марною.

## В ролях
- Арнольд Шварценеггер — термінатор моделі T-800/Карл
- Лінда Гамільтон — Сара Коннор
- Наталія Реєс — Даніела (Дені) Рамос
- Дієго Бонета — Дієґо Рамос, брат Дені
- Габріель Луна — термінатор Rev-9
- Маккензі Девіс — Ґрейс, солдат і найманий вбивця
- Джуд Коллі — Джон Коннор (риси обличчя Едварда Фурлонга були відтворені за допомогою комп'ютерної графіки)

## Український дубляж
Фільм дубльовано студією «Постмодерн» у 2019 році.
- Перекладач: Федір Сидорук
- Режисер дубляжу: Людмила Петриченко
- Звукорежисер: Генадій Алєксєєв
- Менеджер проекту: Олена Плугар

Ролі дублювали:
- Сара Коннор — Ольга Радчук
- термінатор моделі T-800/Карл — Борис Георгієвський
- Даніела (Дені) Рамос — Катерина Качан
- Rev-9 — Дмитро Гаврилов
- Ґрейс — Людмила Петриченко
- Майор Дін — Роман Чорний

А також: Андрій Соболєв, Михайло Войчук, Руслан Драпалюк, Антоніна Хижняк, Катерина Башкіна, Петро Сова, В'ячеслав Дудко, Едуард Кіхтенко, Павло Голов та інші.

## Знімальна група
- Режисер — Тім Міллер
- Продюсери — Джеймс Кемерон, Девід Еллісон
- Сценаристи — Біллі Рей, Девід С. Ґоєр, Джош Фрідман і Джастін Роудс.

## Історія

### Виробництво
У грудні 2013 року The Hollywood Reporter повідомив про знімання телевізійного серіалу, який став би стартом нової трилогії про Термінатора. 5 вересня 2014 року Paramount оголосила, що «Термінатор: Генезис» стане першим фільмом в новій автономної трилогії з двома сиквелами, які планувалося випустити 19 травня 2017 року та 29 червня 2018 року. 24 лютого 2015 року Шварценеггер повідомив, що буде зніматися в першому продовженні. У червні 2015 року, виступаючи в Берліні та підтримуючи «Генезис», генеральний директор Skydance Девід Еллісон і головний операційний директор Дана Голдберг заявили, що серіал все ще перебуває в розробці. 26 липня The Hollywood Reporter повідомив, що Paramount і Skydance відмовилися від коментарів про статус сиквела і серіалу, хоча підтвердили, що будуть враховувати ефективність міжнародних касових зборів. 22 вересня Deadline.com повідомив, що фільм не зміг заробити необхідні 150 мільйонів доларів в Китаї, щоб прискорити вирішення про знімання продовження
1 жовтня 2015 року The Hollywood Reporter повідомив, що сиквели та побічні телевізійні проєкти були припинені на невизначений термін, оскільки «Термінатор: Генезис» не виправдав покладених на нього надій. 6 жовтня Дана Голдберг заявила, що не говоритиме як про припинення франшизи, так і про її коригування. За словами Голдберг, попри невтішну внутрішню продуктивність Genisys, компанія була задоволена світовими зборами та все ще має намір створювати нові фільми та серіали про всесвіт Термінатора. Виробництво сиквела почнеться не раніше 2016 року, тому що компанія планувала заздалегідь досліджувати ринок, щоб визначити його напрямок після «Генезису».
У січні 2016 року Paramount оголосила, що сиквел знято з моменту його випуску. У квітні 2016 року Емілія Кларк, яка зіграла Сару Коннор у фільмі «Термінатор: Генезис», сказала, що компанія не повернеться до продовження.
20 січня 2017 року Deadline.com повідомив, що Джеймс Кемерон, який поверне собі права на франшизу у 2019 році, має намір випустити наступний фільм про Термінатора, з тим щоб перезапустити франшизу. Девід Еллісон з Skydance як і раніше зацікавлений в проєкті та шукає сценариста серед авторів наукової фантастики. Автор статті описував фільм як перезавантаження, припускаючи, що сюжетна лінія «Генезису» буде відкинута. У березні 2017 року New York Daily News повідомила, що студія вирішила не вибирати варіанти зі Шварценеггером і Емілією Кларк, оскільки продовження «Генезису» не буде.
21 березня 2017 року Collider процитував Девіда Еллісона, який заявив, що до кінця року буде оголошено про майбутнє франшизи, причому в напрямку, який забезпечить «продовження того, що фанати дійсно хотіли з T2». 3 квітня 2017 року Шварценеггер повідомив, що з нетерпінням чекає ролі в новому фільмі про Термінатора і про те, що ведуться переговори про передачу франшизи іншій студії від Paramount і Кемерона, але не міг дати жодних подробиць до офіційного оголошення.
В травні 2017 року Шварценеггер підтвердив, що з'явиться в наступному фільмі про Термінатора з Кемероном, який контролюватиме виробництво. У липні 2017 року Кемерон сказав, що працює з Еллісоном над створенням нової трилогії фільмів. Передбачалося, що Шварценеггер буде певною мірою залучений до фільму, але також будуть введені нові персонажі з тим, щоб «передати естафету». Пізніше Шварценеггер підтвердив, що зіграє людську основу для Т-800 (кивок на його роль сержанта Вільяма Кенді з видалених сцен з «Термінатора 3: Повстання машин»), а також повторення його ролі як Т-800.
12 вересня 2017 року Skydance Media підтвердила, що Міллер буде режисером нового фільму про Термінатора. 19 вересня 2017 року було оголошено, що Лінда Гамільтон повернеться, щоб знову зіграти Сару Коннор з перших двох фільмів про Термінатора. Для написання історії трилогії була створена група авторів у складі Девіда С. Гойер, Чарльза Іґлі та Джоша Фрідмана, які будуть працювати під наглядом Кемерона і Міллера. The Hollywood Reporter повідомив, що творці шукають можливість зробити новим центральним персонажем історії дівчину 18-20 років. 8 березня 2018 року було оголошено, що Маккензі Девіс буде грати одну з головних ролей в майбутньому фільмі. Передбачалося, що кінознімання буде перенесене з березня на червень, а Кемерон послався на кастинг для нової провідної ролі як причину.
У квітні 2018 року прем'єра фільму була перенесена з 26 липня 2019 року на 22 листопада 2019 року, щоб уникнути конкуренції з фільмом «Форсаж: Гоббс та Шоу». У тому ж місяці Дієго Бонета, Наталія Реєс і Габріель Луна були оголошені як виконавці головних персонажів фільму.

## Критика
Американське видання «Film» у 2021 році зарахувало «Термінатор: Фатум» до 15-и найгірших науково-фантастичних фільмів останніх 20-и років.